# Chatka Wątorówka
Chatka Wątorówka – prywatne schronisko turystyczne (chatka studencka), położona na terenie przysiółka Obidza, leżącego w granicach administracyjnych Piwnicznej-Zdroju, na wschód od Gromadzkiej Przełęczy w Beskidzie Sądeckim na wysokości około 900 m n.p.m.
Obiekt oferuje 10-12 miejsc (z możliwością rozszerzenia do 20 miejsc), jest zelektryfikowany i posiada piec, bieżącą wodę, prysznic. Do dyspozycji gości jest kuchnia oraz jadalnia, garnki, talerze, kubki oraz gitary. Obok chatki znajduje się miejsce na ognisko wraz ze grillem. Udzielane są zniżki honorowym dawcom krwi. Obiekt jest czynny cały czas – ale właściciele sugerują wcześniejszy kontakt z nimi.

## Piesze szlaki turystyczne
- Jaworki (województwo małopolskie) – Pokrywisko – Przełęcz Obidza – Gromadzka Przełęcz – Chatka Wątorówka – Kosarzyska – Piwniczna-Zdrój
- Gromadzka Przełęcz – Chatka Wątorówka – Eliaszówka – Piwniczna-Zdrój